# 行列多項式
数学における行列多項式（ぎょうれつたこうしき、英: matrix polynomial）は、行列を変数とする（一変数または多変数の）「多項式」を言う。行列多項式の係数には、スカラーや行列など、変数行列との積が定義できる様々な対象が考えられる。変数 X が決まったサイズの正方行列を亙るものとすれば、行列多項式 P(X) には X と同じサイズの行列 A を代入することができて—代入した値を P(A) と書けば—評価写像 (P(X), A) ↦ P(A) や「多項式函数」A ↦ P(A) などが定まる。
例えば、変数 X に関するスカラー係数の一変数行列多項式は {\displaystyle P(X)=\sum _{i=0}^{n}a_{i}X^{i}=a_{0}I+a_{1}X+a_{2}X^{2}+\cdots +a_{n}X^{n}} (ai はスカラー) という形に書ける。X に行列 A を代入した {\displaystyle P(A)=\sum _{i=0}^{n}a_{i}A^{i}=a_{0}I+a_{1}A+a_{2}A^{2}+\cdots +a_{n}A^{n}} は行列として定まるから、各 A にこの P(A) を対応させる写像は行列変数行列値の函数として定まる。
行列多項式方程式 (matrix polynomial equation) は二つの行列多項式が相等しいことを記述する式で、考えている式を満足する行列が限られるものを言う。適当な行列環 Mn(R) 全体に亙る全ての行列が方程式を満足するならば、その行列多項式方程式は行列多項式恒等式 (matrix polynomial identity) と呼ばれる。

## 通常の多項式に対する汎函数計算
通常の（スカラー値の）多項式函数 {\displaystyle P(x):=\sum _{i=0}^{n}a_{i}x^{i}=a_{0}+a_{1}x+a_{2}x^{2}+\dotsb +a_{n}x^{n}} に対して、行列 {\displaystyle \sum _{i=0}^{n}a_{i}A^{n}=a_{0}I+a_{1}A+a_{2}A^{2}+\cdots +a_{n}A^{n}\quad (=:P(A))} を「多項式 P(x) の行列 A における値」と言う。
注素朴な意味では通常の多項式に行列を代入することはできないのだから、多項式 P(x) を行列 A において評価した値と言ったりそれを P(A) と書いたりすることは厳密には用語および記号の濫用だが、これを汎函数計算の簡単な一例として理解することができる。

## 特性多項式と最小多項式
行列 A の「特性多項式 pA(t) ≔ det(tI − A) は通常の多項式である」。ところでケイリー–ハミルトンの定理の述べるところは、この多項式を行列多項式として A 自身において評価した値が零行列となることであった: pA(A) = 0. すなわちその意味において、A の「特性多項式は A において消える行列多項式である」。
A において消える次数最小の単多項式は一意に存在して、A の最小多項式と呼ばれる。A において消える任意の多項式（例えば特性多項式）は必ず最小多項式で割り切れる。
したがって、与えられた二つの多項式 P, Q に対し行列多項式方程式 P(A) = Q(A) が成り立つための必要十分条件は、A の固有値を λ1, …, λs とすれば各 j-階微分（導多項式）に関して {\displaystyle P^{(j)}(\lambda _{i})=Q^{(j)}(\lambda _{i})\qquad (\forall j=0,\ldots ,n_{i}-1,\,\forall i=1,\ldots ,s)} が成り立つことである。ただし ni は固有値 λi に対応する指数（対応するジョルダンブロックの最大サイズ）である。

## 行列の幾何級数
行列の幾何級数は通常の幾何級数と同様の仕方で計算できる。すなわち、行列多項式として S = S(X) ≔ I + X + ⋯ + Xn と書くとき、{\displaystyle {\begin{aligned}S&=I+X+X^{2}+\cdots +X^{n}\\-)\quad \qquad XS&=\qquad \!X+X^{2}+\cdots +X^{n}+X^{n+1}\\\hline (I-X)S&=I\qquad \qquad \qquad \qquad \qquad -X^{n+1}\end{aligned}}} は一般に成り立つから、I − A が正則となる A における評価 {\displaystyle S(A)=(I-A)^{-1}(I-A^{n+1})} は通常の通り正当化できる。あるいは Nn+1 = 0 となる冪零行列 N における値は S(N) = (I − N)−1 である（これは無限幾何級数の和と対応すると考えることができる）。

## 注